# Campeonato Paraguaio de Futebol de 2003
O Campeonato Paraguaio de Futebol de 2003 foi o nonagésimo terceiro torneio desta competição. Participaram dez equipes. O Deportivo Recoleta foi rebaixado. Os três primeiros colocados do torneio representariam o Paraguai na Copa Libertadores da América de 2004. O campeão e vice do primeiro turno (Apertura) são classificados para a Copa Sul-Americana de 2003. O sistema de competição era um Apertura e Clausura, porém, com o vencedor do Apertura jogando a finalíssima com o vencedor do Clausura.
| Equipe                      | Cidade              | Departamento     | No ano anterior                                                      | Estádio                        | Capacidade | Títulos                                                 | Participações |
| --------------------------- | ------------------- | ---------------- | -------------------------------------------------------------------- | ------------------------------ | ---------- | ------------------------------------------------------- | ------------- |
| Club Cerro Porteño          | Assunção            | Distrito Capital | Lugar                                                                | Estádio General Pablo Rojas    | 32.910     | 25 (último em 2001)                                     | 85            |
| Club Guaraní                | Assunção            | Distrito Capital | Lugar                                                                | Estádio Rogelio Livieres       | 6.000      | 9 (1906,1907, 1921, 1923, 1949, 1964, 1967, 1969, 1984) | 92            |
| Club Olimpia                | Assunção            | Distrito Capital | Lugar                                                                | Estádio Manuel Ferreira        | 15.000     | 38 (último em 2000)                                     | 93            |
| Club Sportivo Luqueño       | Luque               | Central          | Lugar                                                                | Estádio Feliciano Cáceres      | 25.000     | 2 (1951,1953)                                           | 69            |
| Sol de América              | Villa Elisa         | Central          | Lugar                                                                | Estádio Luis Alfonso Giagni    | 5.000      | 2 (1986, 1991)                                          | 87            |
| Club Sportivo San Lorenzo   | San Lorenzo         | Central          | Lugar                                                                | Estádio Cidade Universitária   | 3.000      | 0 (não possui)                                          | 30            |
| 12 de Octubre Football Club | Itauguá             | Central          | Vice Campeão                                                         | Estádio Juan Canuto Pettengill | 8.000      | 0 (não possui)                                          | 7             |
| Club Libertad               | Assunção            | Distrito Capital | Campeão                                                              | Estádio Dr. Nicolás Leoz       | 10.000     | 8 (1910, 1920, 1930,1943, 1945, 1955, 1976,2002 )       | 88            |
| Club Sport Colombia         | Fernando de la Mora | Central          | Lugar                                                                | Estádio Alfonso Colmán         | 7.000      | 0 (não possui)                                          | 14            |
| Tacuary Football Club       | Assunção            | Distrito Capital | Campeão do Campeonato Paraguaio de Futebol de 2002 - Segunda Divisão | Estádio Roberto Bettega        | 6.000      | 0 (não possui)                                          | 1             |

## Premiação
| Campeonato Paraguaio 2003 Primeira Divisão |
| Assunção                                   |
| ------------------------------------------ |
| Club Libertad Campeão (9º título)          |